# Artavazd
Artavazd var en tidig kung i armenisk mytologi.
Under en jakt tillfångatogs Artavazd av demoner. Han slogs i bojor i en grotta där armeniska smeder årligen förnyade hans bojor, som ständigt gnags av hundar, för att förhindra att jorden går under.